# 259
259 је била проста година.

## Догађаји
- Википедија:Непознат датум — Битка код Едесе

## Смрти
- Википедија:Непознат датум — Свештеномученик Терапонт - хришћански светитељ и епископ сардијски.